# 2018년 센트럴 리그 클라이맥스 시리즈
2018년 센트럴 리그 클라이맥스 시리즈(일본어: 2018年のセントラル・リーグクライマックスシリーズ, 영어: 2018 Central League Climax Series)는 2018년 10월에 개최된 일본 프로 야구 센트럴 리그의 클라이맥스 시리즈 경기이다.

## 개요
이 대회는 SMBC 일본 시리즈 2018 출전권을 내건 플레이오프 토너먼트이다.

### 퍼스트 스테이지
2018년도 정규 시즌 2위 팀인 도쿄 야쿠르트 스왈로스와 3위 팀인 요미우리 자이언츠가 3전 2선승제로 치렀고, 승리팀인 요미우리는 파이널 스테이지에 진출했다. 또한 경기 개시는 도쿄 6대학 야구 대회 개최 관계로 모든 경기는 야간 경기로 치르게 됐다. 야쿠르트의 공식 협찬 스폰서인 마이나비가 주관 스폰서로 나서면서 ‘2018 마이나비 클라이맥스 시리즈 센트럴 1st 스테이지’(2018マイナビ クライマックスシリーズ・セ ファーストステージ)라는 이름으로 열리게 됐다.
- 일시 : 10월 13일부터 10월 15일(예비일은 16일)
- 구장 : 메이지 진구 야구장

### 파이널 스테이지
2018년도 정규 시즌 시즌 1위 팀인 히로시마 도요 카프(어드밴티지 1승이 미리 주어진다)와 퍼스트 스테이지 승리팀인 요미우리 자이언츠와 6전 4선승제로 치뤘고, 승리팀인 히로시마는 SMBC 일본 시리즈 2018의 출전권을 얻었다. 또한 마쓰다의 특별 협찬으로 ‘2018 마쓰다 클라이맥스 시리즈 센트럴 파이널 스테이지’(2018 マツダ クライマックスシリーズ セ ファイナルステージ)라는 이름으로 개최됐다.
- 일시 : 10월 17일부터 10월 21일(예비일은 24일까지)
- 구장 : MAZDA Zoom-Zoom 스타디움 히로시마

## 클라이맥스 시리즈 참가 팀 및 감독
| 팀 순위       | 소속                   | 감독              | 정규시즌 성적 |
| ------------- | ---------------------- | ----------------- | ------------- |
| 정규 리그 1위 | 히로시마 도요 카프     | 오가타 고이치     | 82승 2무 59패 |
| 정규 리그 2위 | 도쿄 야쿠르트 스왈로스 | 오가와 준지       | 75승 2무 66패 |
| 정규 리그 3위 | 요미우리 자이언츠      | 다카하시 요시노부 | 67승 5무 71패 |

### 대진표
|  | 퍼스트 스테이지(준결승) | 퍼스트 스테이지(준결승) |                                                 |      | 파이널 스테이지(결승) | 파이널 스테이지(결승) |
|  |                         |                         |                                                 |      |                       |                       |
|  |                         |                         |                                                 |      |                       |                       |
|  |                         |                         |                                                 |      |                       |                       |
|  |                         |                         |                                                 |      |                       |                       |
|  |                         |                         | (6전 4선승제) MAZDA Zoom-Zoom 스타디움 히로시마 |      |                       |                       |
|  |                         |                         |                                                 |      |                       |                       |
|  | 히로시마(CL 우승)       | ☆○○○                    |                                                 |      |                       |                       |
|  | 히로시마(CL 우승)       | ☆○○○                    | (3전 2선승제) 메이지 진구 야구장                |      |                       |                       |
|  |                         |                         | 요미우리                                        | ★●●● |                       |                       |
|  | 야쿠르트(CL 2위)        | ●●                      | 요미우리                                        | ★●●● |                       |                       |
|  | 야쿠르트(CL 2위)        | ●●                      |                                                 |      |                       |                       |
|  | 요미우리(CL 3위)        | ○○                      |                                                 |      |                       |                       |
|  | 요미우리(CL 3위)        | ○○                      |                                                 |      |                       |                       |
|  |                         |                         |                                                 |      |                       |                       |
|  |                         |                         |                                                 |      |                       |                       |
|  |                         |                         |                                                 |      |                       |                       |
|  |                         |                         |                                                 |      |                       |                       |

- ☆·★ = 파이널 스테이지 어드밴티지 부여에 따라 우선 승패를 나눠 가져감.

## 경기 일정

### 퍼스트 스테이지
- 1차전 : 10월 13일
- 2차전 : 10월 14일

### 파이널 스테이지
- 1차전 : 10월 17일
- 2차전 : 10월 18일
- 3차전 : 10월 19일

## 경기 결과

### 퍼스트 스테이지

#### 경기 기록
| 일시                      | 경기  | 원정팀(선공)      | 스코어 | 홈팀(후공)             | 개최 구장          |
| ------------------------- | ----- | ----------------- | ------ | ---------------------- | ------------------ |
| 10월 13일(토)             | 1차전 | 요미우리 자이언츠 | 4 - 1  | 도쿄 야쿠르트 스왈로스 | 메이지 진구 야구장 |
| 10월 14일(일)             | 2차전 | 요미우리 자이언츠 | 4 - 0  | 도쿄 야쿠르트 스왈로스 | 메이지 진구 야구장 |
| 승리팀: 요미우리 자이언츠 |       |                   |        |                        |                    |

#### 1차전
- 10월 13일 - 메이지 진구 야구장

| 팀 | 1 | 2 | 3 | 4 | 5 | 6 | 7 | 8 | 9 | R | H | E |
| 요미우리 | 1 | 0 | 1 | 0 | 0 | 0 | 2 | 0 | 0 | 4 | 6 | 1 |
| 야쿠르트 | 0 | 1 | 0 | 0 | 0 | 0 | 0 | 0 | 0 | 1 | 4 | 0 |
| 승리 투수: 우에하라 고지(1-0) 패전 투수: 오가와 야스히로(0-1) 세이브: 야마구치 슌(1S) 홈런: 요미우리 – 사카모토 하야토(3회 1점) |   |   |   |   |   |   |   |   |   |   |   |   |

#### 2차전
- 10월 14일 - 메이지 진구 야구장

| 팀 | 1 | 2 | 3 | 4 | 5 | 6 | 7 | 8 | 9 | R | H | E |
| 요미우리 | 0 | 1 | 0 | 3 | 0 | 0 | 0 | 0 | 0 | 4 | 7 | 0 |
| 야쿠르트 | 0 | 0 | 0 | 0 | 0 | 0 | 0 | 0 | 0 | 0 | 0 | 0 |
| 승리 투수: 스가노 도모유키(1-0) 패전 투수: 하라 주리(0-1) 홈런: 요미우리 – 조노 히사요시(2회 1점), 케이시 맥게히(4회 1점), 가메이 요시유키(4회 2점) |   |   |   |   |   |   |   |   |   |   |   |   |

### 파이널 스테이지

#### 경기 기록
| 일시                       | 경기       | 원정팀(선공)      | 스코어 | 홈팀(후공)         | 개최 구장                         |
| -------------------------- | ---------- | ----------------- | ------ | ------------------ | --------------------------------- |
| 어드밴티지                 | 어드밴티지 | 요미우리 자이언츠 |        | 히로시마 도요 카프 |                                   |
| 10월 17일(수)              | 1차전      | 요미우리 자이언츠 | 1 - 6  | 히로시마 도요 카프 | MAZDA Zoom-Zoom 스타디움 히로시마 |
| 10월 18일(목)              | 2차전      | 요미우리 자이언츠 | 1 - 4  | 히로시마 도요 카프 | MAZDA Zoom-Zoom 스타디움 히로시마 |
| 10월 19일(금)              | 3차전      | 요미우리 자이언츠 | 1 - 5  | 히로시마 도요 카프 | MAZDA Zoom-Zoom 스타디움 히로시마 |
| 승리팀: 히로시마 도요 카프 |            |                   |        |                    |                                   |

#### 1차전
- 10월 17일 - MAZDA Zoom-Zoom 스타디움 히로시마

| 팀 | 1 | 2 | 3 | 4 | 5 | 6 | 7 | 8 | 9 | R | H | E |
| 요미우리 | 0 | 0 | 0 | 0 | 0 | 1 | 0 | 0 | 0 | 1 | 5 | 0 |
| 히로시마 | 1 | 0 | 0 | 3 | 0 | 0 | 1 | 1 | X | 6 | 9 | 0 |
| 승리 투수: 오세라 다이치(1-0) 패전 투수: C. C. 메르세데스(0-1) 홈런: 히로시마 – 스즈키 세이야(4회 2점), 마루 요시히로(7회 1점) |   |   |   |   |   |   |   |   |   |   |   |   |

#### 2차전
- 10월 18일 - MAZDA Zoom-Zoom 스타디움 히로시마

| 팀 | 1 | 2 | 3 | 4 | 5 | 6 | 7 | 8 | 9 | R | H | E |
| 요미우리 | 0 | 0 | 0 | 0 | 0 | 1 | 0 | 0 | 0 | 1 | 3 | 0 |
| 히로시마 | 0 | 0 | 0 | 0 | 0 | 0 | 0 | 4 | X | 4 | 3 | 1 |
| 승리 투수: 크리스 존슨(1-0) 패전 투수: 하타케 세이슈(0-1) 세이브: 나카자키 쇼타(1S) 홈런: 히로시마 – 기쿠치 료스케(8회 3점) |   |   |   |   |   |   |   |   |   |   |   |   |

#### 3차전
- 10월 19일 - MAZDA Zoom-Zoom 스타디움 히로시마

| 팀 | 1 | 2 | 3 | 4 | 5 | 6 | 7 | 8 | 9 | R | H | E |
| 요미우리 | 0 | 0 | 0 | 0 | 0 | 1 | 0 | 0 | 0 | 1 | 4 | 2 |
| 히로시마 | 0 | 2 | 1 | 0 | 2 | 0 | 0 | 0 | X | 5 | 5 | 1 |
| 승리 투수: 구리 아렌(1-0) 패전 투수: 이마무라 노부타카(0-1) 세이브: 제로니모 프랑수와(1S) 홈런: 히로시마 – 마루 요시히로(3회 1점) |   |   |   |   |   |   |   |   |   |   |   |   |

## 수상 선수
- 클라이맥스 시리즈 MVP : 기쿠치 료스케(히로시마)

## 같이 보기
- 2018년 퍼시픽 리그 클라이맥스 시리즈
- 2018년 일본 시리즈